# Temple Emanu-El of New York
De Temple Emanu-El of New York is een synagoge in de wijk Upper East Side in de Amerikaanse stad New York. Het gebouw werd in 1929 in gebruik genomen en in 1930 ingewijd, en wordt geleid door de Hervormde Joodse Congregation Emanu-El of New York. Emanu-El is Hebreeuws voor God zij met ons. De synagoge biedt plaats aan 2500 personen en is een van de grootste ter wereld. Na de oplevering was de Temple Emanu-El of New York zelfs enige tijd de grootste ter wereld.

## Geschiedenis

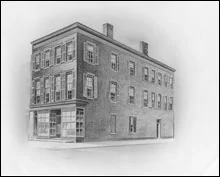
Eerste gebouw (1845)

De Temple Emanu-El-congregatie werd op 6 april 1845 opgericht door 33 Duitssprekende Joden. De samenkomsten vonden in eerste instantie plaats op de eerste verdieping van een gebouw op de hoek van Grand Street en Clinton Street. In 1854 verwierf de congregatie de 12th Street Baptist Church, een gebouw uit 1847.

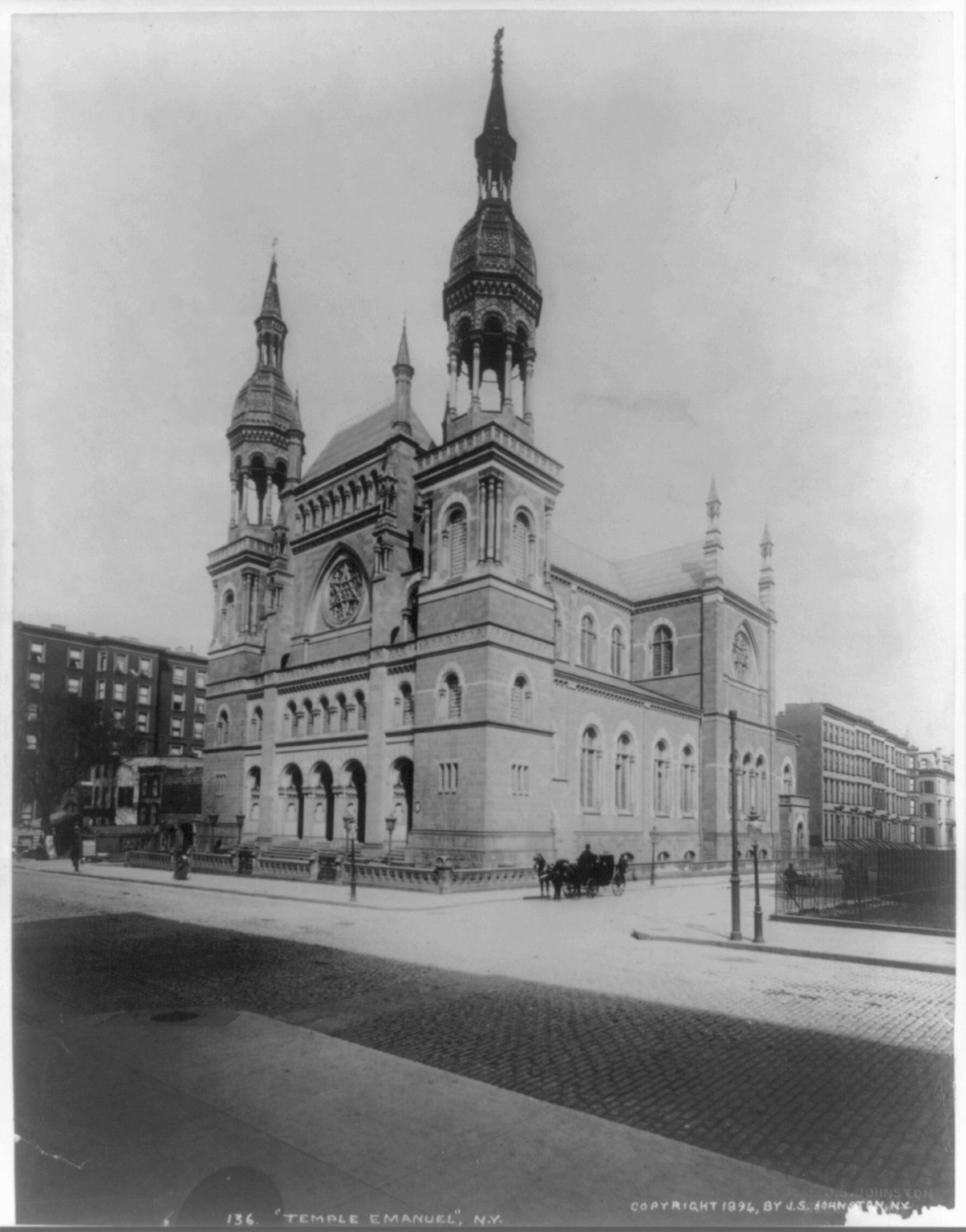
Eerste synagoge (1894)

In 1868 werd voor het eerst een daadwerkelijke synagoge gebouwd op de hoek van 43rd Street en Fifth Avenue. Het gebouw was ontworpen door architect Leopold Eidlitz (bekend van onder meer het New York State Capitol) in neomoorse stijl. In 1927 werd het gebouw gesloopt, omdat de vastgoedeigenaar er een woon- en winkelgebouw neer wilde zetten. Hierdoor moest de congregatie op zoek naar een nieuw, vast onderkomen. In de tussentijd werd gebruikgemaakt van de synagoge van de Beth-El-congregatie op de hoek van 76th Street en Fifth Avenue, die datzelfde jaar nog opging in die van Emanu-El. Wel werd de Beth-El-synagoge nog tot 1946 gebruikt voor aanvullende diensten.
In 1928 begon de bouw van een nieuwe synagoge op de huidige locatie, te weten de hoek van 65th Street en Fifth Avenue, waar eerder het Mrs. William B. Astor House stond. Het gebouw werd ontworpen door Robert D. Kohn, in samenwerking met Charles Butler en Clarence S. Stein. Een jaar later, nog tijdens de bouw, nam de congregatie haar intrek. In 1930 werd het gebouw ingewijd. Over de architectuur bestaat discussie: volgens sommigen is de bouwstijl neoromaans, volgens anderen neomoors met art-deco-elementen. De mozaïektegels werden vervaardigd door Hildreth Meière.
De Temple Emanu-El-congregatie was de eerste die diensten in het Duits en Engels hield in plaats van in het Hebreeuws.

## Andere faciliteiten
De synagoge beschikt tevens over een museum. De museumcollectie bestaat uit meer dan 650 religieuze objecten, waarvan de oudste van de 14e eeuw dateren.
Verder beschikt de synagoge over een school en bibliotheek (de Stettenheim Library).

## Lijst met rabbijnen
De volgende personen zijn rabbijn (geweest):
| Foto | Naam                | Jaren      |
| ---- | ------------------- | ---------- |
|      | Leo Merzbacher      | 1845–1856  |
|      | Samuel Adler        | 1857–1891  |
|      | Gustav Gottheil     | 1873–1903  |
|      | David Einhorn       | 1874–1879  |
|      | Kaufmann Kohler     | 1879–1903  |
|      | Joseph Silverman    | 1888–1930  |
|      | Samuel Schulman     | 1898–1955  |
|      | Judah Leon Magnes   | 1906–1910  |
|      | Hyman G. Enelow     | 1912–1934  |
|      | Nathan Krass        | 1923–1949  |
|      | Nathan A. Perilman  | 1932–1991  |
|      | Samuel H. Goldenson | 1934–1962  |
|      | Julius Mark         | 1948–1977  |
|      | David M. Posner     | 1973–2018  |
|      | Ronald B. Sobel     | 1962–heden |
|      | Joshua M. Davidson  | 2013–heden |

## Galerij

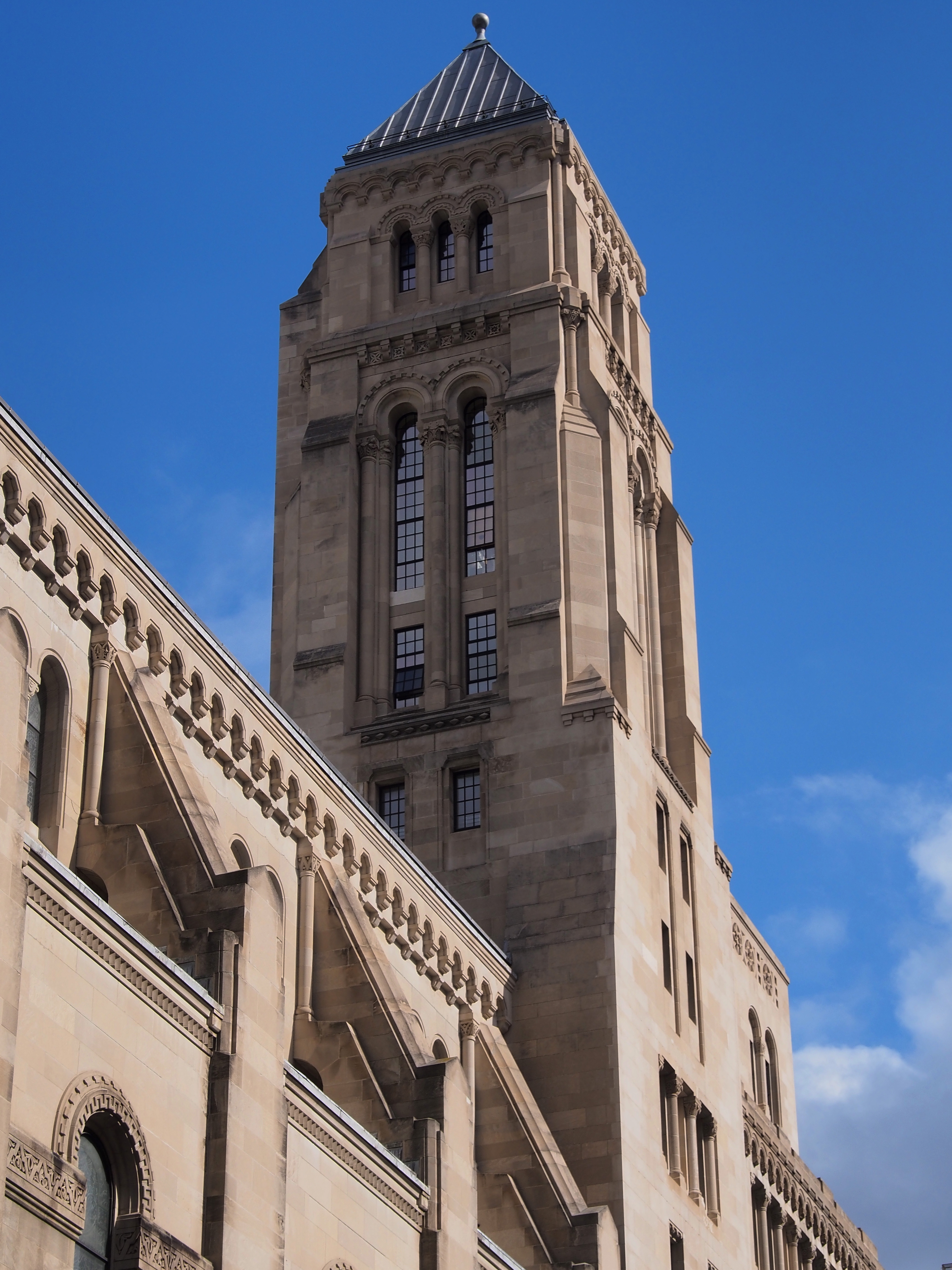
Een van de torens (2017)
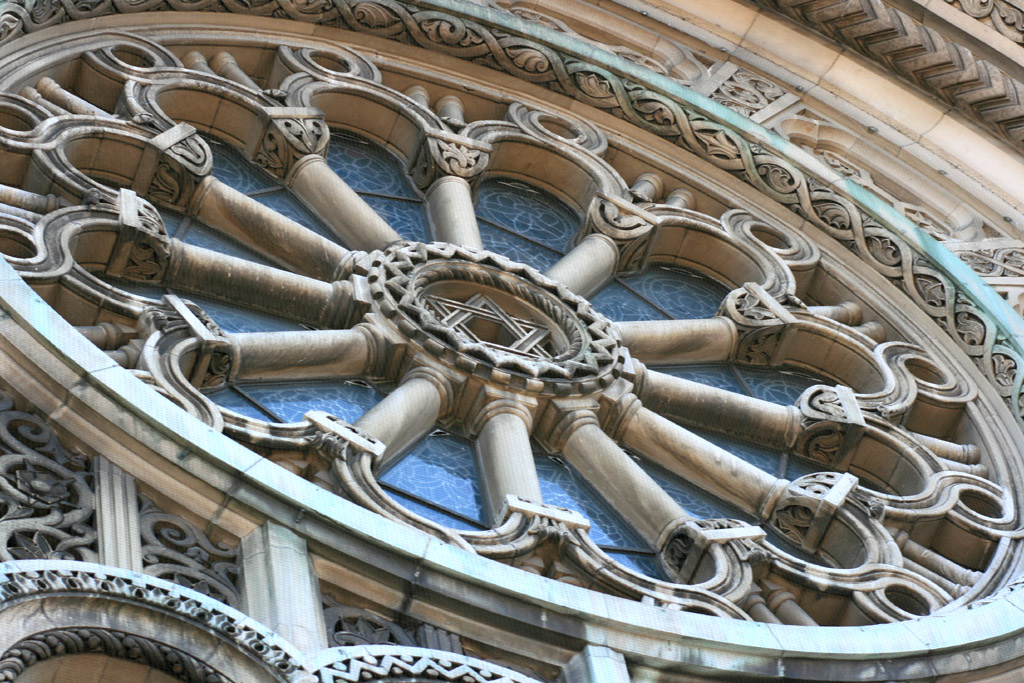
Raam met Davidster (2017)
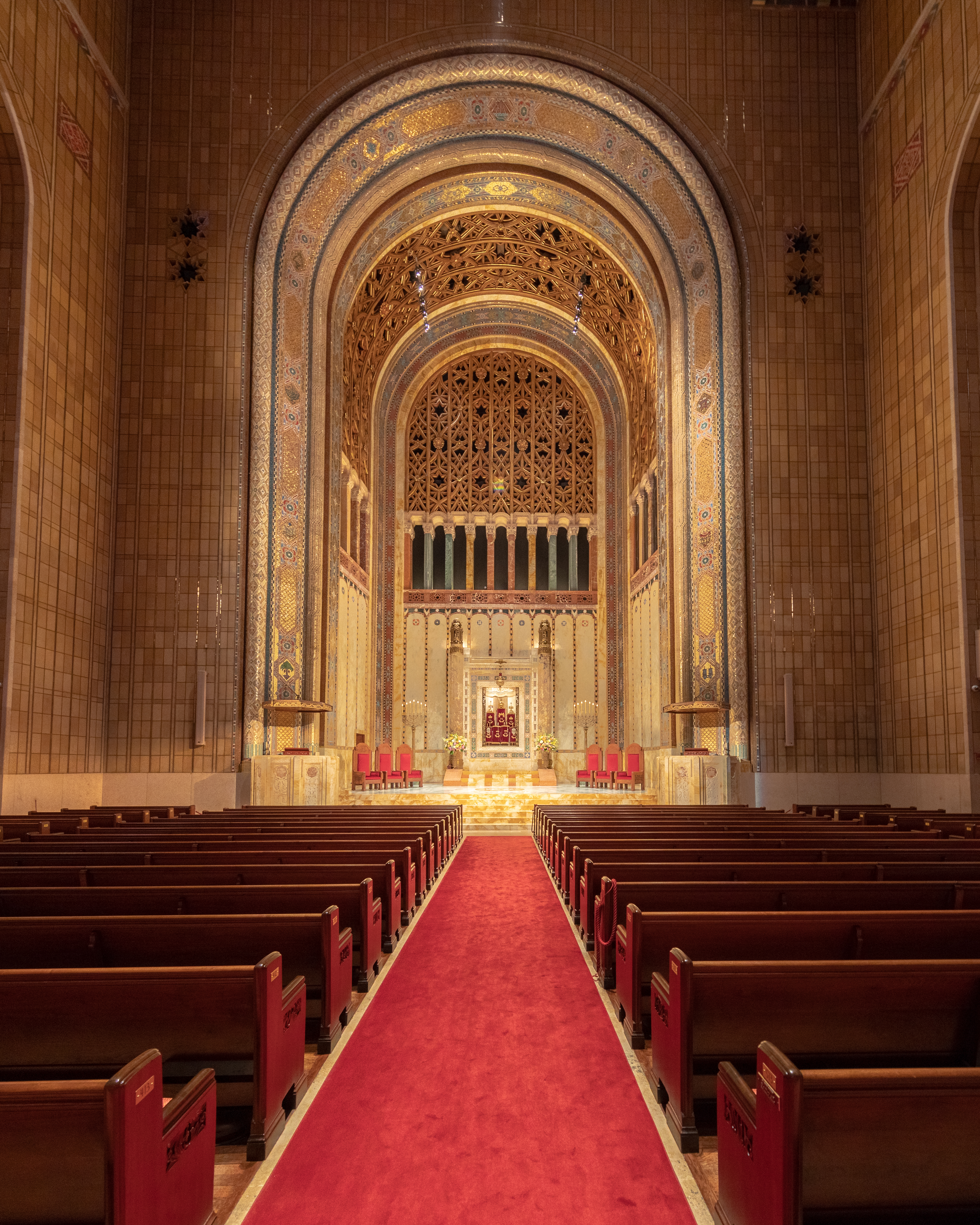
Grote zaal (2018)
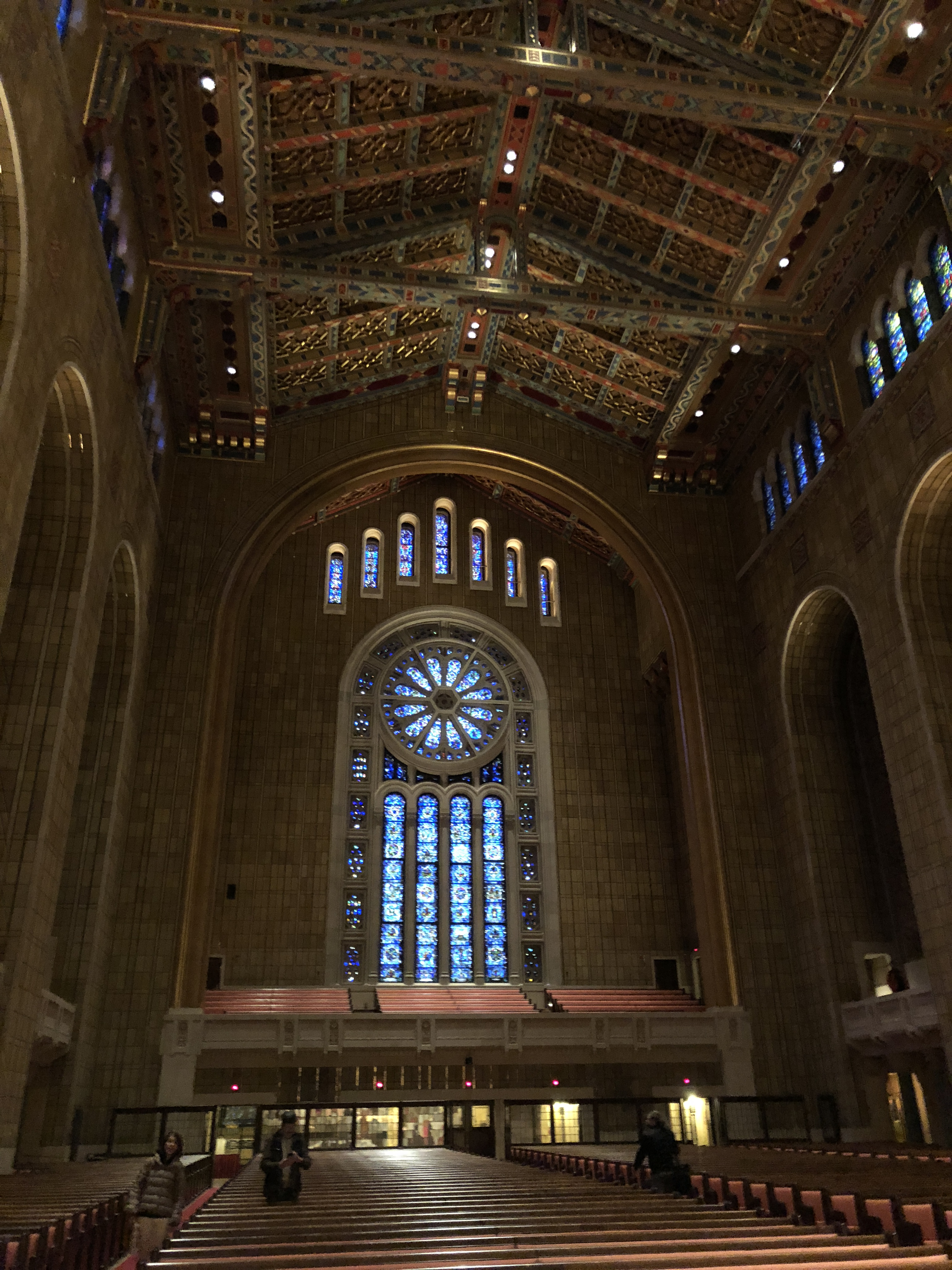
Blik vanuit zaal naar entree (2018)
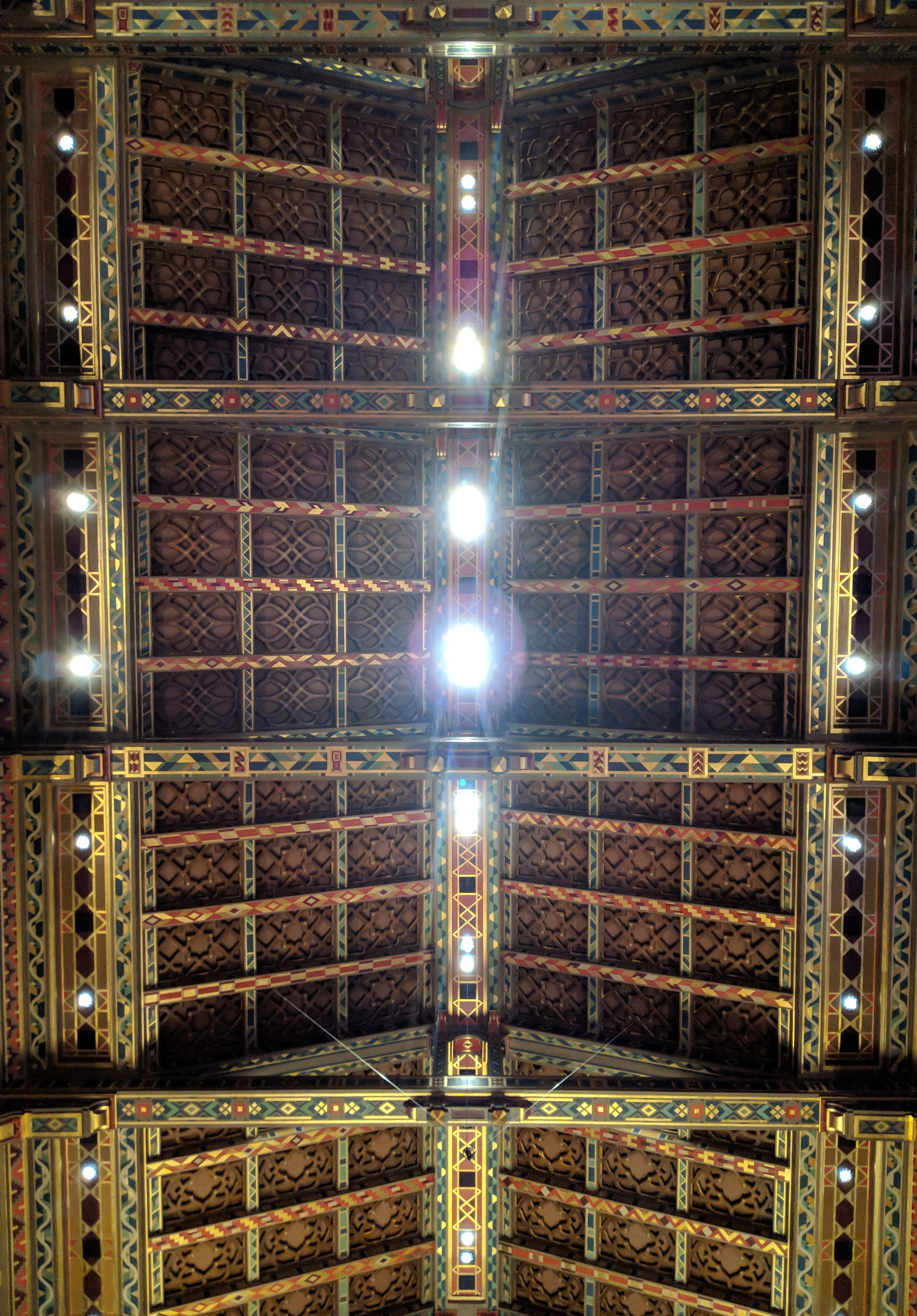
Plafond (2018)
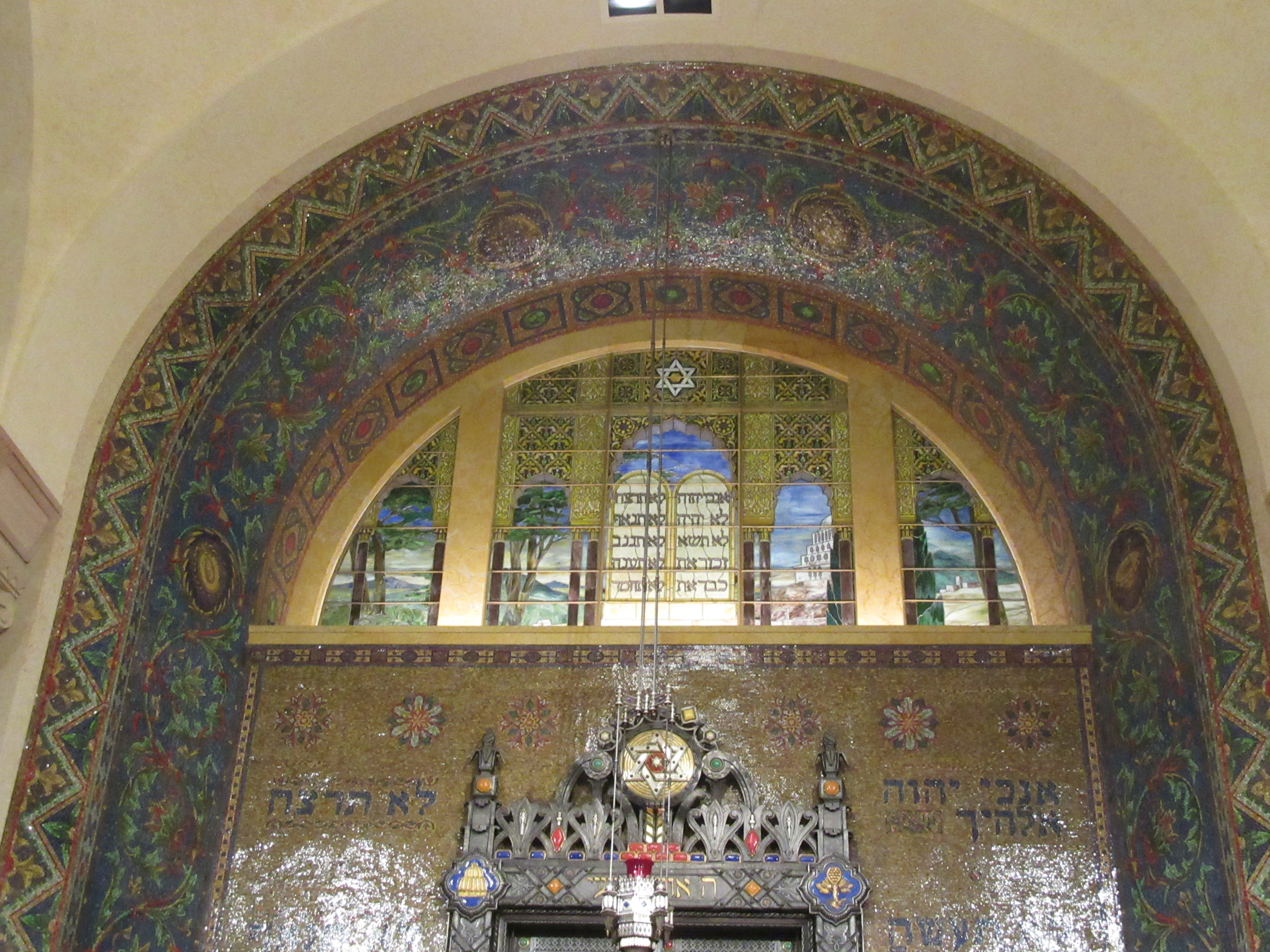
Decoratieve kunst (2017)
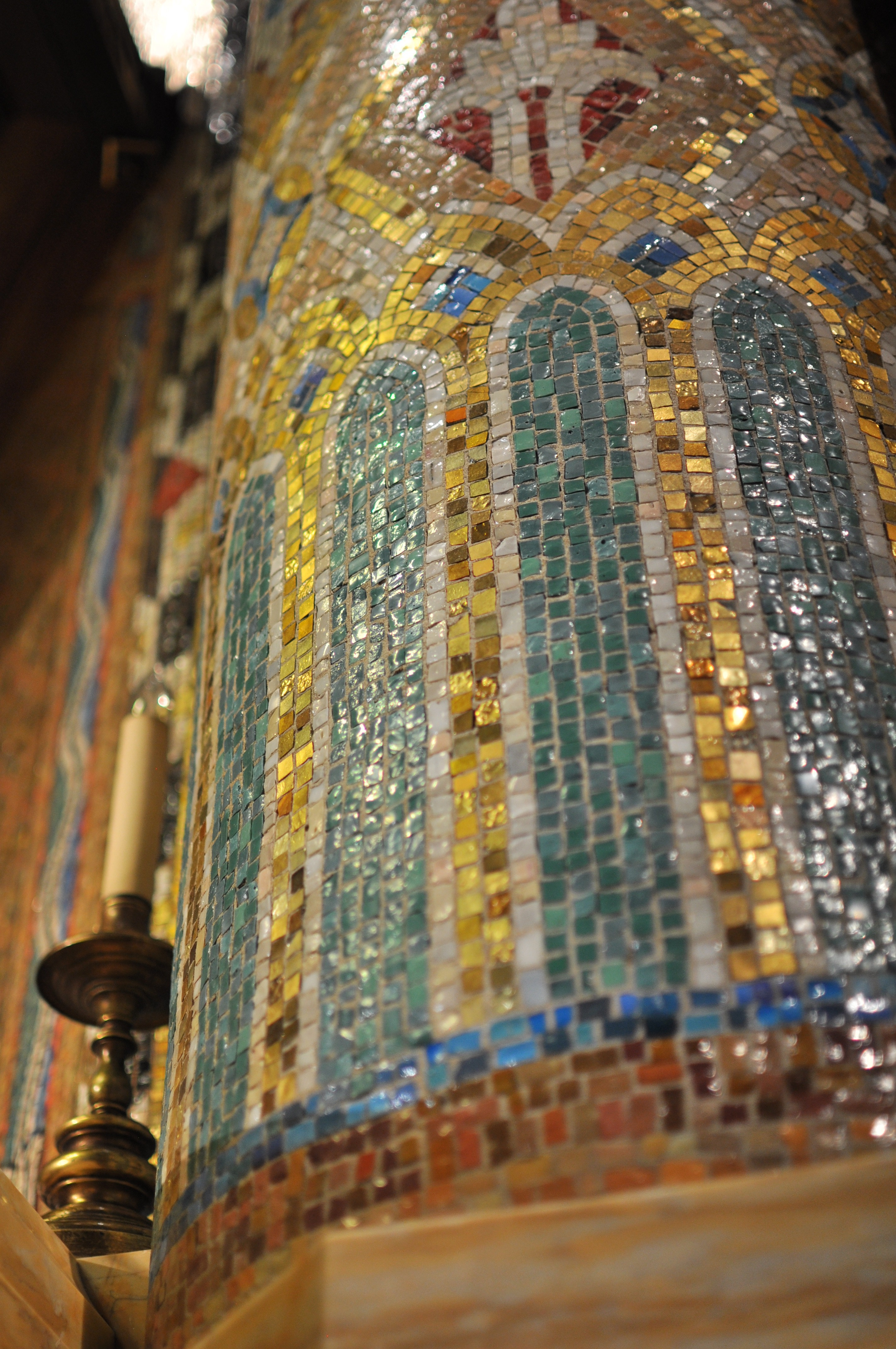
Decoratieve kunst (2016)
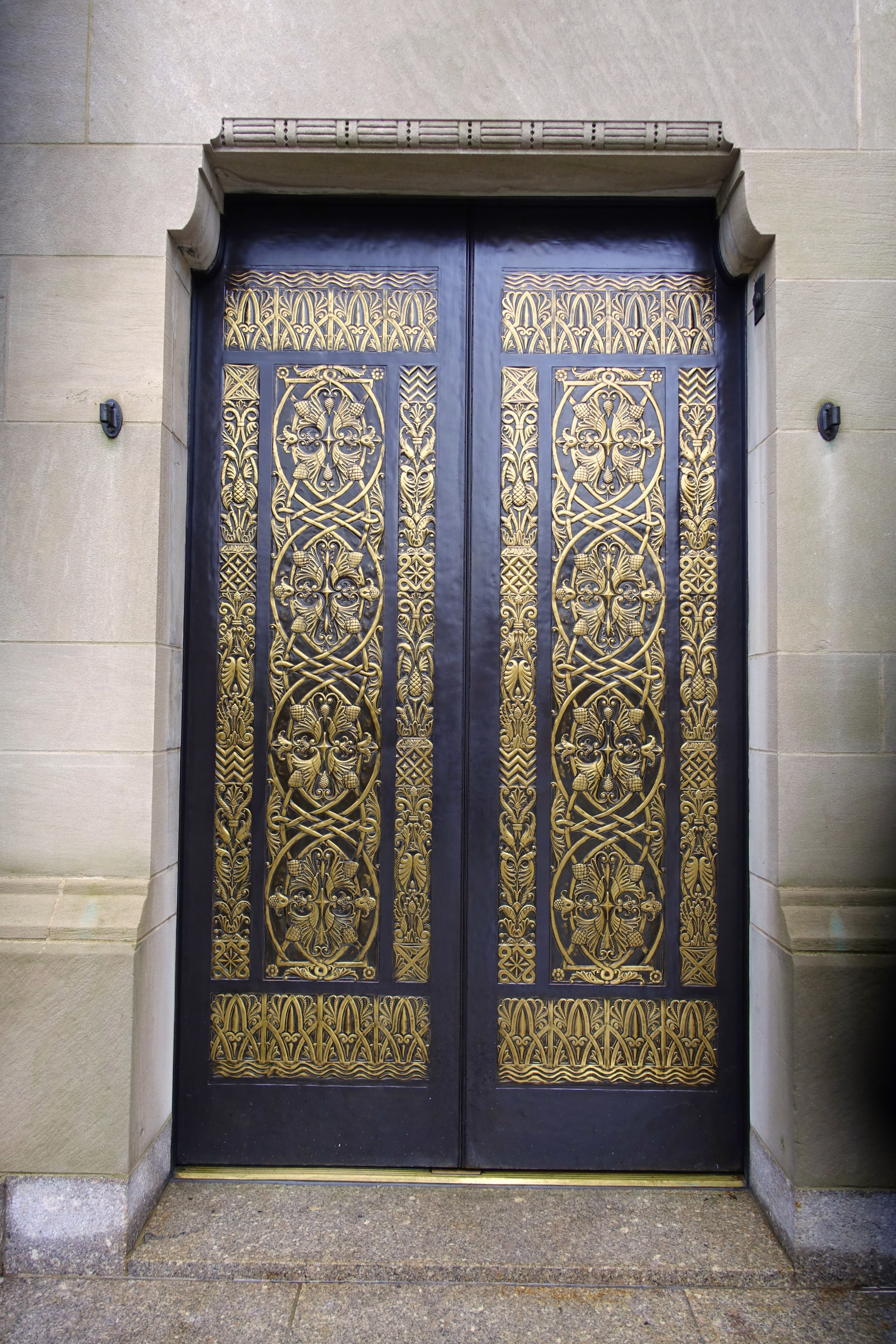
Een van de entrees (2020)
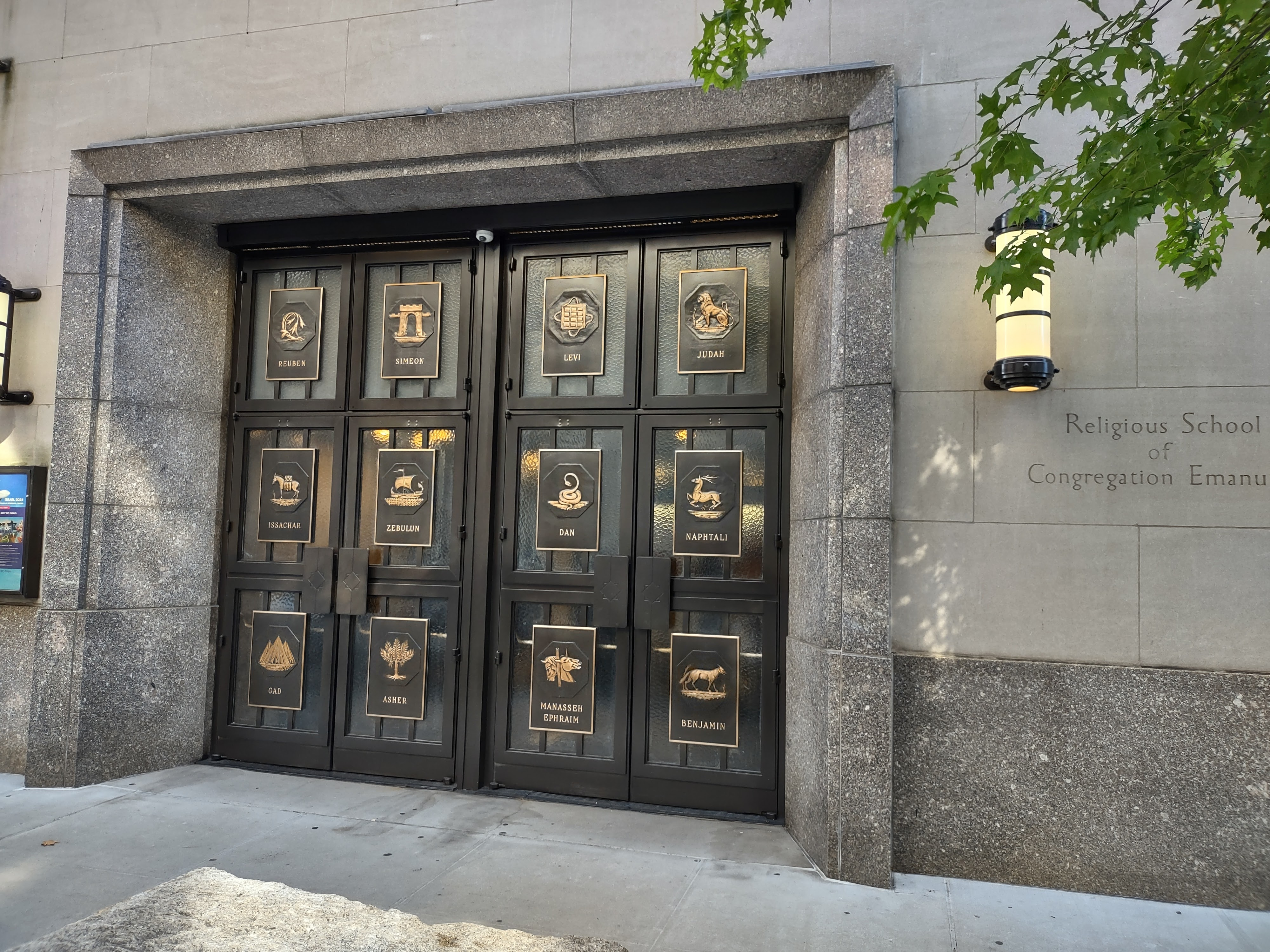
Schoolentree met namen van de zonen van Israël[13] (2023)
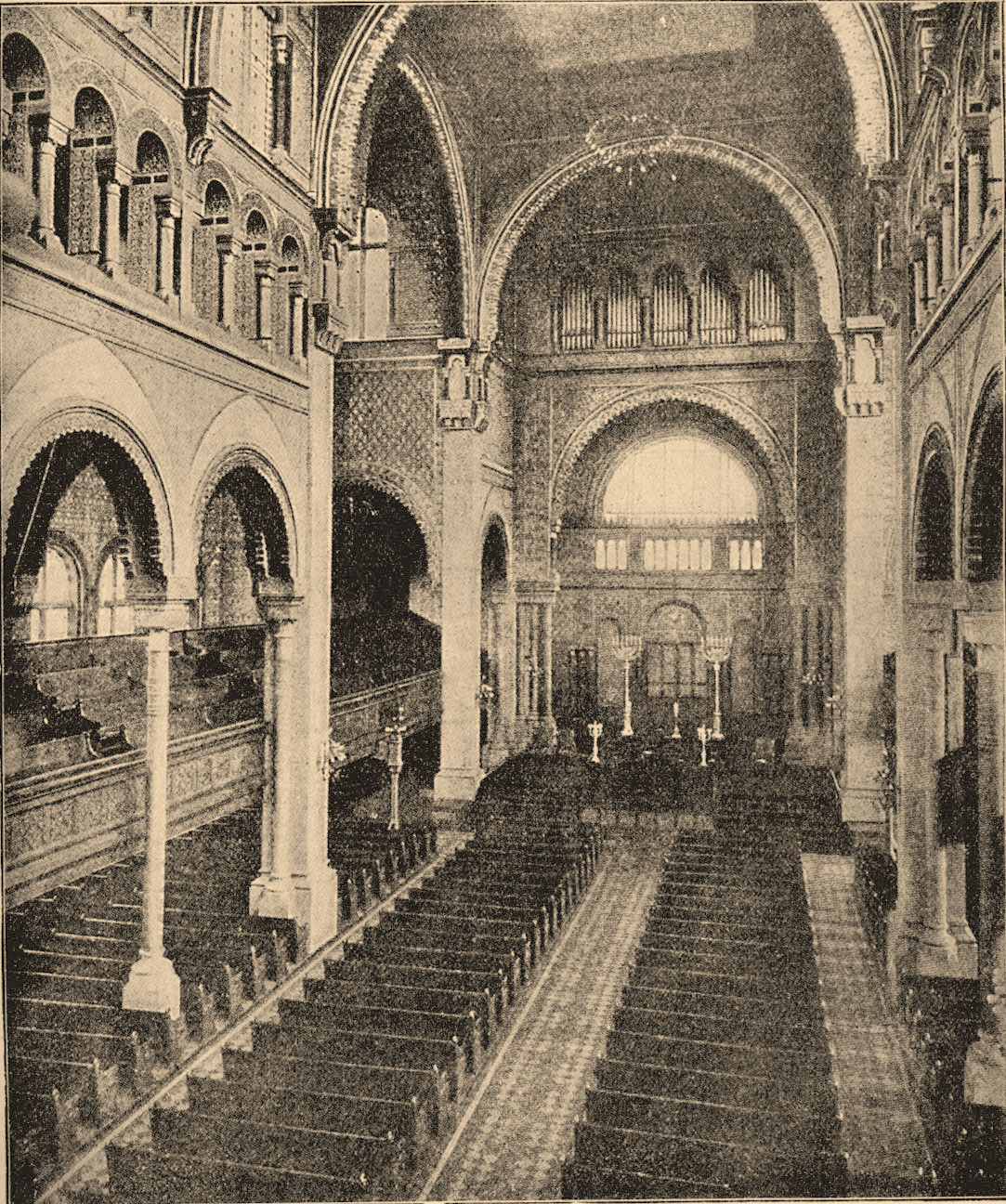
Interieur van de eerste synagoge (vóór 1906)
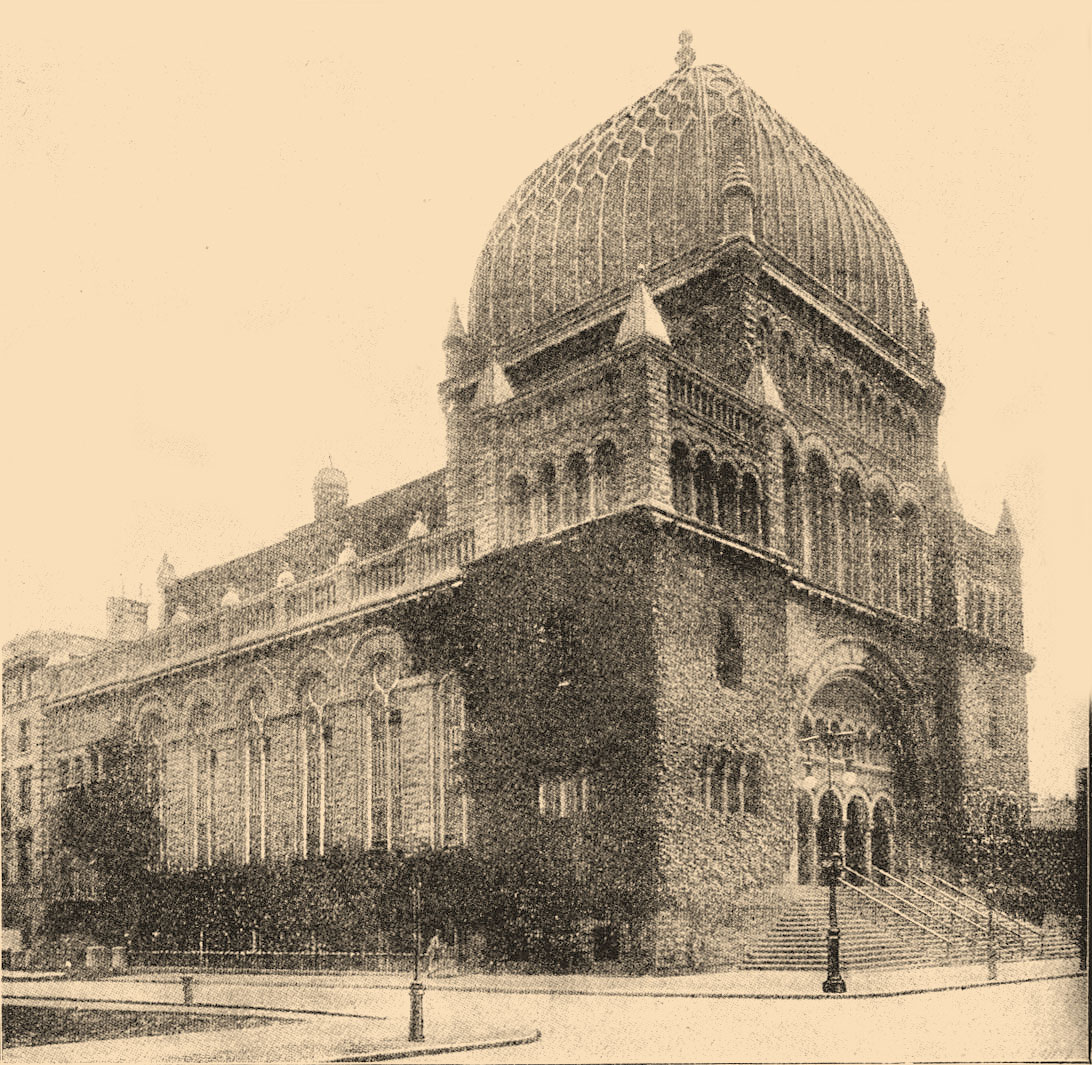
Beth-El-synagoge (vóór 1906)